# Camillo De Lellis
Camillo De Lellis (ur. 11 czerwca 1976 w San Benedetto del Tronto) – włosko-szwajcarski matematyk, profesor Institute for Advanced Study. Specjalizuje się w rachunku wariacyjnym, równaniach różniczkowych cząstkowych i geometrycznej teorii miary.

## Życiorys
Urodził się 11 czerwca 1976 roku w San Benedetto del Tronto. W 1995 roku rozpoczął studia na Uniwersytecie w Pizie i w Scuola Normale Superiore di Pisa. Doktorat uzyskał w 2002 roku w Scuola Normale Superiore di Pisa na podstawie rozprawy On the Jacobian of Weakly Differentiable Maps (jej promotorem był Luigi  Ambrosio). Po odbyciu staży podoktorskich w Instytucie Matematyki w Naukach Przyrodniczych im. Maxa Plancka i na Politechnice Federalnej w Zurychu, w 2004 roku rozpoczął pracę na Uniwersytecie Zuryskim, gdzie pracował do 2018 roku, kiedy został profesorem w Institute for Advanced Study. Ma dwa obywatelstwa: włoskie i szwajcarskie.
Wypromował (stan na jesień 2024 roku) 20 doktorów.
Autor ponad 100 artykułów naukowych. Swoje prace publikowała m.in. w „Communications on Pure and Applied Mathematics”, „Archive for Rational Mechanics and Analysis”, „Journal of Differential Geometry", „Journal für die Reine und Angewandte Mathematik”, Journal of the European Mathematical Society”, „Duke Mathematical Journal”, „Mathematische Annalen” oraz najbardziej prestiżowych czasopismach matematycznych świata: „Annals of Mathematics” i „Inventiones Mathematicae".
W roku 2009 otrzymał Medal Stampacchia, w 2013 Nagrodę Fermata, w 2014 Premio Caccioppoli, w 2015 Premio Amerio, w 2020 Bôcher Memorial Prize, a w 2022 Maryam Mirzakhani Prize in Mathematics.
W 2012 roku uzyskał prestiżowy grant ERC.
W roku 2010 wygłosił wykład sekcyjny, a w 2022 plenarny na Międzynarodowym Kongresie Matematyków.
Jest członkiem Academia Europaea (od 2016 roku), Niemieckiej Akademii Przyrodników Leopoldina (od 2021 roku) i Amerykańskiej Akademii Sztuk i Nauk (od 2024 roku).